# Oie de Bresse
Pour les articles homonymes, voir Bresse (homonymie).
L'oie de Bresse, dite parfois oie bressane ou oie de l'Ain, est une race d'oie domestique originaire de Bresse en France.

## Histoire et description
L'oie de Bresse n'a pas encore de standard officiel homologué.
C'est une oie plus petite et plus légère que l'oie du Bourbonnais. Elle pèse de 6 à 7 kg, présente un plumage blanc pur et un bec orangé.
Au tournant du XXIe siècle, les éleveurs de la région décident de redonner un essor à cette race en la sélectionnant soigneusement, mais le club avicole local lui donne le nom d'oie de l'Ain, puisqu'elle ne bénéficie pas de l'AOC « volaille de Bresse »,.